# Thanh Khê (làng cổ)
Thanh Khê là tên một làng cổ ở châu thổ sông Hồng, nay là thôn Thanh Khê thuộc xã Nam Cường, huyện Nam Trực, tỉnh Nam Định.

## Dân cư - Văn hóa
Dân số năm 2020 của thôn Thanh Khê xấp xỉ 2000 người.
Người dân làng Thanh Khê toàn tòng theo đạo Phật (trong làng có ngôi chùa Hinh Lan với lịch sử khởi lập gần 1000 năm), tín ngưỡng thờ cúng tổ tiên, thờ các vị thần phù trợ như bao làng quê Bắc Bộ khác. Làng có nhiều công trình văn hóa như Đền, chùa, động, phủ, đình, miếu, từ đường của các dòng họ, thể hiện đời sống văn hóa phong phú, lễ hội truyền thống làng Thanh Khê mùng 9/3 âm lịch hàng năm là một trong các lễ hội lớn trong vùng thu hút rất nhiều người dân địa phương và khách thập phương tham dự.
Năm 2016, làng Thanh Khê được UBND huyện Nam Trực công nhận danh hiệu làng văn hóa.
Làng Thanh Khê thành lập được Chi hội khuyến học khuyến tài, hàng năm tổ chức phát thưởng cho các cháu học sinh, sinh viên chăm ngoan học giỏi, đỗ đạt vào ngày 04 tháng giêng âm lich cùng với việc tổ chức mừng thọ cho các cụ cao tuổi trong làng. Có 3 dòng họ được công nhận là dòng họ khuyến học với hàng chục gia đình được công nhận là gia đình hiếu học, gia đình học tập cấp huyện và cấp cơ sở.

## Đặc sản
Chè xanh làng Thanh Khê

## Các dòng họ trong làng
Thanh Khê có 13 dòng họ cùng sinh sống, trong đó có các dòng họ lớn, lâu đời như họ Đoàn, họ Vũ, họ Lê, họ Phạm, ngoài ra còn có họ Thiều, họ Nguyễn.

## Di tích tham quan

### Cụm di tích lịch sử - văn hóa cấp tỉnh

Đền Thành Hoàng làng Thanh Khê

- Đền Thành hoàng
- Chùa Hinh Lan
- Phủ Thiên Tiên Thánh Mẫu
- Thanh Am Động

### Các di tích tín ngưỡng, văn hóa khác
- Đình làng
- Ban Thổ Kỳ (Ban Gốc gạo)

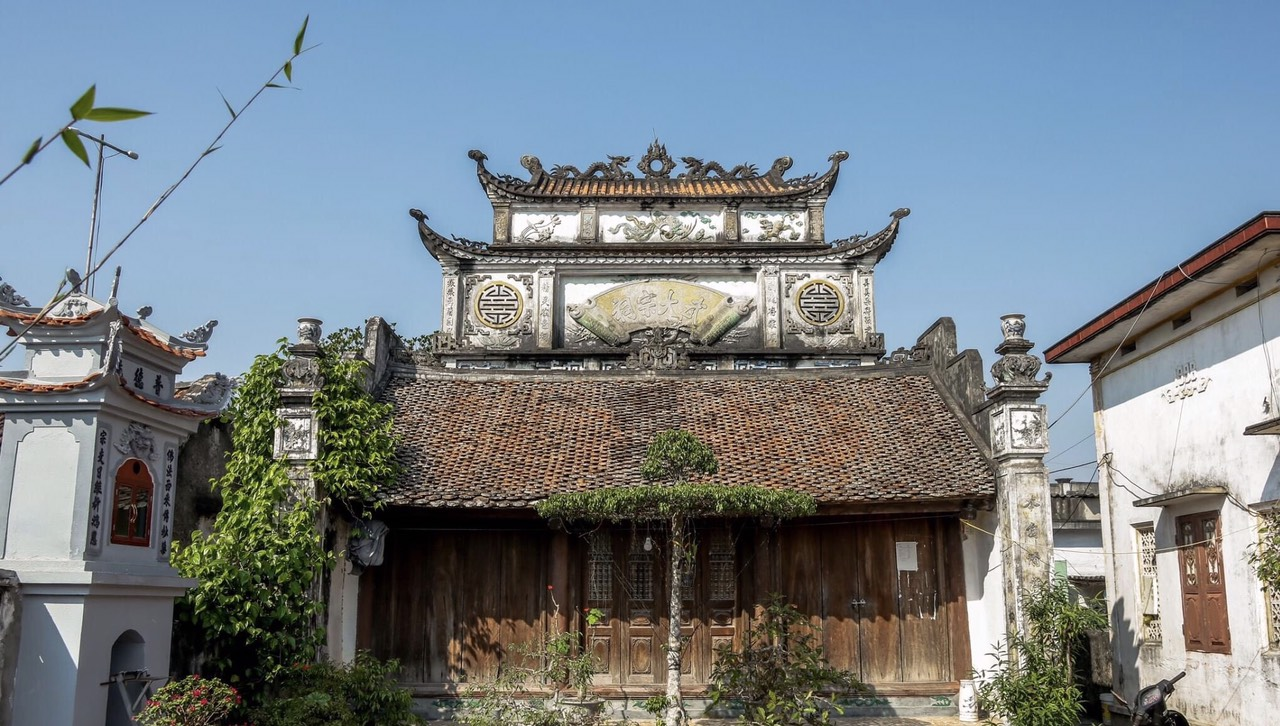
Từ đường họ Vũ ở làng Thanh Khê

- Từ đường các dòng họ: họ Vũ, họ Đoàn, họ Phạm, họ Lê,...